# Bare (Novi Pazar)
Bare (Servisch cyrillisch: Баре) is een plaats in de Servische gemeente Novi Pazar. De plaats telt 36 inwoners (2002).